# Athara
Athara è un traghetto di tipologia Fast-Cruise Ferry costruita nel 2003 dalla Fincantieri di Castellammare di Stabia per la compagnia Tirrenia di Navigazione.

## Servizio
La nave entrò in servizio il 29 giugno 2003 per coprire la tratta Genova - Olbia - Arbatax, operando in seguito prevalentemente sul collegamento Genova - Porto Torres. Dal 16 giugno 2012 la nave è ritornata sulla tratta Genova - Olbia - Arbatax, dopo tre anni di assenza su questa linea.
Successivamente venne spostata sulla Civitavecchia - Olbia fino al 2019.
Nell'estate 2019 entrò per poco sulla Genova - Olbia, e poi sulla Civitavecchia - Arbatax - Cagliari.
Ed infine prende servizio sulla Genova - Porto Torres fino a dicembre 2020, quando a bordo si sviluppò un incendio.
La nave è stata sotto sequestro nel porto di Napoli dal gennaio al maggio 2021, in attesa dell'autorizzazione del RINA per riprendere servizio.
Dopo il sequestro la nave si è diretta a Messina per manutenzione e ha ripreso servizio sulla Genova - Porto Torres nel giugno 2021 rimanendoci per tutta la stagione estiva.
Per la stagione estiva 2022 prende servizio sulla Civitavecchia - Olbia in coppia con la Bithia per poi spostarsi sulla Genova - Porto Torres in coppia con la Janas da agosto 2022.
Finita la stagione estiva 2022 resta sempre sulla rotta Genova - Porto Torres prima in coppia con la Janas e poi con lo Sharden.
Attualmente opera sulla rotta Civitavecchia - Olbia in coppia con lo Janas.

## Caratteristiche
La nave, con una lunghezza di 214 metri e una larghezza di circa 26, raggiunge la stazza lorda di 36.500 tonnellate di stazza, entrando a far parte delle più grandi navi-traghetto d'Italia. Tuttavia, queste dimensioni hanno creato non pochi problemi in alcuni porti della Sardegna come Arbatax e Porto Torres, che hanno necessitato di lavori di adeguamento per ospitare la Athara e le sue gemelle.
Può ospitare a bordo 2.700 passeggeri e circa 900 autovetture e ha una capacità merci di 915 metri lineari, che corrispondono a circa 70 semirimorchi. La Athara, così come le sue gemelle, può essere classificata come cruise ferry: questa tipologia di navi, introdotta in Italia da Grandi Navi Veloci nei primi anni novanta, prevede degli elevati comfort di bordo per i passeggeri, garantendo numerosi servizi tipici delle navi da crociera. Infatti, i traghetti di classe Bithia come la Athara sono dotati di negozi, bar, cinema e ristoranti, mentre l'arredo degli interni risulta essere abbastanza lussuoso. Le navi sono strutturate su otto ponti, ovvero:
- Ponte 8 Ponte Comando: Infermeria, canile, solarium
- Ponte 7 Ponte Arcobaleno: area bambini, 648 poltrone di seconda classe e 68 cabine[4]
- Ponte 6 Ponte Imbarcazioni: Reception, bar centrale, bar sala delle feste, cinema, ristorante, self service, negozio[5]
- Ponte 5 Ponte Aurora: 257 cabine[5]
- Ponte 4 Garage superiore: 373 vetture
- Ponte 3 Car-Deck: 80 vetture
- Ponte 3 Garage principale: 335 vetture o 69 semirimorchi
- Ponte 2 Garage inferiore 2: 60 vetture
- Ponte 1 Garage inferiore 1: 52 vetture

L'accesso alle cabine è possibile grazie a delle smart card e ad appositi lettori. Questo sistema sostituisce le normali serrature per garantire una maggiore sicurezza ai passeggeri. Infatti, la presenza del sistema elettronico impedisce eventuali scassinature. Ogni cabina è dotata di un apposito bagno, dotato di lavabo, doccia e gabinetto. Data la velocità di navigazione relativamente bassa e l'elevata stazza del traghetto, i passeggeri possono rimanere all'aperto verso poppa, oppure sui due ponti laterali del Ponte Imbarcazioni (dove sono collocate anche le scialuppe di salvataggio). In condizioni meteo favorevoli, è consentito ai passeggeri l'accesso sopra il Ponte Comando, dove è presente una zona d'atterraggio per elicotteri, nonché un canile dove far dormire gli animali in apposite cucce. Le operazioni di imbarco e sbarco avvengono attraverso i due portelloni di poppa e i passeggeri a piedi possono imbarcare mediante scale mobili o ascensori che portano direttamente al Ponte Imbarcazioni.

## Incidenti
Il 3 gennaio 2004, l'Athara in fase di accostamento al molo 4 del porto di Olbia, urtò con la poppa la prua della Moby Freedom. I danni ammontarono a 300.000 euro. L'incidente fu dovuto a un errore umano in quanto, nonostante la forte presenza del grecale, gli operatori Tirrenia non chiesero il supporto del rimorchiatore Vincenzo Onorato. Nessun danno per gli 800 passeggeri e 400 veicoli.
Il 29 gennaio 2009 scoppiò un incendio a bordo dell'Athara, intorno alle 21.30. La nave era da poco uscita dal porto di Genova, diretta a Olbia. A bordo erano presenti 49 membri dell'equipaggio, 124 passeggeri e 40 automezzi in garage. Il comando di bordo avvertì la Capitaneria di Porto genovese confermando la provenienza di fumo denso dal garage senza presenza visibile di fiamme. Bloccata a circa sette miglia dallo scalo genovese, la Athara venne raggiunta dai vigili del fuoco e dalla guardia costiera per poi essere rimorchiata in porto. Ad attenderla in banchina, insieme ai vigili del fuoco e al personale della Capitaneria, era presente anche il 118. La nave alle 23.25 arrivò all'ormeggio, dove iniziarono le operazioni di bonifica del fumo. L'incendio venne probabilmente causato dalla combustione di una cella frigorifera di un automezzo.
Il 24 gennaio 2019 nel porto di Olbia la Athara ormeggiata nel porto si scontrò con il Cruise Bonaria della Grimaldi Lines in partenza dal porto, la nave ebbe minimi danni alla plancia di comando dove si ruppero due finestroni mentre nel Cruise Bonaria non c'erano più le recinzioni. La collisione era avvenuta per colpa del vento e l'aiuto del rimorchiatore non fu sufficiente ad evitare l'incidente.
Nella notte del 17 dicembre 2020 a bordo del traghetto Athara, in navigazione da Genova a Porto Torres, scoppiò un incendio, causato da un semirimorchio posteggiato nel garage di prua. La nave fece ritorno in porto con i propri mezzi e l'incendio fu domato senza feriti.